# Andrew Marantz
Pour les articles homonymes, voir Marantz.
Andrew Marantz est un auteur américain et journaliste. 
Il est collaborateur de The New Yorker depuis 2011. Marantz écrit un livre sur l'alt-droite et les lumières obscures, Antisocial: Online Extremists, Techno-Utopians and the Hijacking of the American Conversation (Antisocial: des extrémistes en ligne, des techno-utopistes, et le détournement de la conversation américain), publié en 2019.

## Antisocial
Selon la publicité pour une conférence de Marantz liée à Penguin Books, le livre de Marantz Antisocial raconte comment les entrepreneurs optimistes de la Silicon Valley cherchent à créer un Internet libre et démocratique, et comment les propagandistes cyniques de l'alt-droite exploitent cette liberté pour propulser les idéologies, groupes, et personnes extrémistes dans le courant dominant.
À propos de ce livre, Marantz dit à Fast Company, « Je prends position clair dans le livre. Je suis juif. Je déteste les nazis. Je m'oppose à toutes les formes de bigoterie. Je n'essaie pas de permettre aux « deux parties » d'échanger des idées ou de prétendre que je suis objectif sur ces questions. Mais je pense qu'il est important de comprendre d'où viennent ces choses et pourquoi certaines personnes trouvent ces idées attractives, bien qu'elles ne devraient pas les trouver ».